# 터널 속의 뱀
터널 속의 뱀(영어: snake in the tunnel)은 1970년대 유럽 통화 간의 변동을 제한하기 위한 유럽 통화 협력 시스템이었다. 그것은 유럽 통화 협력의 첫 번째 시도였다. 유럽 경제 공동체(EEC)를 위한 단일 통화 대역을 만들어 모든 EEC 통화들을 고정 환율제로 연동하려고 시도했다.